# Sutorina
Sutorina este un sat din comuna Herceg Novi, Muntenegru. Conform datelor de la recensământul din 2003, localitatea are 607 locuitori (la recensământul din 1991 erau 489 de locuitori).

## Demografie
În satul Sutorina locuiesc 478 de persoane adulte, iar vârsta medie a populației este de 38,2 de ani (37,4 la bărbați și 38,9 la femei). În localitate sunt 187 de gospodării, iar numărul mediu de membri în gospodărie este de 3,25.
Această localitate este populată majoritar de sârbi (conform recensământului din 2003).
|  |

| Demografie | Demografie | Demografie |
| An         | Locuitori  | Locuitori  |
| ---------- | ---------- | ---------- |
|            |            |            |
|            |            |            |
|            |            |            |
|            |            |            |
| 1948       | 404        |            |
| 1953       | 410        |            |
| 1961       | 398        |            |
| 1971       | 358        |            |
| 1981       | 437        |            |
| 1991       | 489        | 469        |
| 2003       | 622        | 607        |

| \| Componența etnică conform recensământului din 2003[2] \| Componența etnică conform recensământului din 2003[2] \| Componența etnică conform recensământului din 2003[2] \| Componența etnică conform recensământului din 2003[2] \| Componența etnică conform recensământului din 2003[2] \| \| ----------------------------------------------------- \| ----------------------------------------------------- \| ----------------------------------------------------- \| ----------------------------------------------------- \| ----------------------------------------------------- \| \| \| \| \| \| \| \| Sârbi \| Sârbi \| \| 402 \| 66,22% \| \| Muntenegreni \| Muntenegreni \| \| 132 \| 21,74% \| \| Croați \| Croați \| \| 5 \| 0,82% \| \| Iugoslavi \| Iugoslavi \| \| 2 \| 0,32% \| \| necunoscută \| necunoscută \| \| 5 \| 0,82% \| |              |  |     |        |
| Componența etnică conform recensământului din 2003 |              |  |     |        |
| |              |  |     |        |
| Sârbi | Sârbi        |  | 402 | 66,22% |
| Muntenegreni | Muntenegreni |  | 132 | 21,74% |
| Croați | Croați       |  | 5   | 0,82%  |
| Iugoslavi | Iugoslavi    |  | 2   | 0,32%  |
| necunoscută | necunoscută  |  | 5   | 0,82%  |